# سارا کوگونگلوا
سارا کوگونگلوا (انگلیسی: Saara Kuugongelwa؛ زادهٔ ۱۲ اکتبر ۱۹۶۷) یک سیاست‌مدار اهل نامیبیا و نخست‌وزیر کنونی این کشور است. او اولین زنی است که در تاریخ این کشور به مقام نخست‌وزیری می‌رسد.